# Бугња де Сус (Прахова)
Бугња де Сус (рум. Bugnea de Sus) насеље је у Румунији у округу Прахова у општини Теишани. Oпштина се налази на надморској висини од 422 m.

## Становништво
Према подацима из 2002. године у насељу је живело 92 становника, од којих су сви румунске националности.